# Риба китара
Рибата китара (Rhinobatos percellens) е вид акула от семейство Rhinobatidae. Видът е почти застрашен от изчезване.

## Разпространение и местообитание
Разпространен е в Антигуа и Барбуда, Барбадос, Бразилия (Баия и Пара), Венецуела, Гвиана, Гренада, Доминика, Доминиканска република, Мартиника, Панама, Пуерто Рико, Сейнт Винсент и Гренадини, Сейнт Китс и Невис, Сейнт Лусия, Суринам, Тринидад и Тобаго, Френска Гвиана, Хаити и Ямайка.
Обитава крайбрежията на морета и реки в райони с тропически климат. Среща се на дълбочина от 9 до 110 m, при температура на водата от 16,5 до 27,6 °C и соленост 33,4 — 37,2 ‰.